# فال فينيس
فال فينيس (بالإنجليزية: Val Venis)‏ وإسمه الحقيقي شاين ألين مورلي (بالإنجليزية: Sean Allen Morley)‏ هو مصارع محترف كندي ولد في يوم 6 مارس 1971 في مدينة أوكفيل في كندا، إشتهر بظهوره في عروض المصارعة من سنة 1998 إلى سنة 2009، حمل فينيس لقب بطولة دبليو دبليو إي القارات مرتين ولقب بطولة أوروبا مرة واحدة وبطولة العالم للفرق الثنائية مرة واحدة مع لانس ستورم، فال فينيس هو أصغر وأول شخص غير مكسيكي يفوز ببطولة دبليو دبليو إي للمكسيك.

## روابط خارجية
- فال فينيس على موقع IMDb (الإنجليزية)
- فال فينيس على موقع قاعدة بيانات الفيلم (الإنجليزية)
- فال فينيس على موقع دبليو دبليو إي (الإنجليزية)
- فال فينيس على موقع WrestlingData.com (الإنجليزية)
- فال فينيس على موقع CageMatch worker (الإنجليزية)
- فال فينيس على موقع قاعدة بيانات المصارعة على الإنترنت (الإنجليزية)
- فال فينيس على موقع عالم المصارعة على الإنترنت (الإنجليزية)